# Барабулевые
Барабулевые, или султанковые (лат. Mullidae), — семейство лучепёрых рыб из отряда окунеобразных (Perciformes). В состав семейства включают 6 родов с 85 видами.

## Распространение и экология
Широко распространены в умеренной и тропической зонах. Обитают в прибрежных районах на мелководьях. 
Основной объект питания — беспозвоночные животные.

## Биологическое описание
Тело стройное, рыло тупое. Спинных плавников два, первый из них состоит из колючих лучей. Чешуя крупная. На подбородке два усика. Большинство видов имеет красную окраску с желтоватым оттенком. 

## Виды[3]
Список 85 видов в 6 родах:
- Род Mulloidichthys — Мелкозубые барабули
- Род Барабули (Mullus)
  - Mullus argentinae
  - Золотистая барабуля (Mullus auratus)
  - Европейская барабуля (Mullus barbatus)
  - Черноморская барабуля (Mullus barbatus ponticus)
  - Полосатая барабуля (Mullus surmuletus)
- Род Parupeneus — Зубатые барабули
- Род Салмонеты (Pseudupeneus)
  - Pseudupeneus grandisquamis
  - Пятнистая салмонета (Pseudupeneus maculatus)
  - Мавританская салмонета (Pseudupeneus prayensis)
- Род Австралийские барабули (Upeneichthys)
  - Upeneichthys lineatus
  - Upeneichthys stotti
  - Upeneichthys vlamingii
- Род Козобородки (Upeneus)
  - Двухполосая козобородка (Upeneus arge)
  - Upeneus asymmetricus
  - Upeneus australiae
  - Upeneus crosnieri
  - Upeneus davidaromi
  - Upeneus doriae
  - Upeneus filifer
  - Upeneus francisi
  - Upeneus guttatus
  - Upeneus japonicus
  - Upeneus luzonius
  - Upeneus mascareinsis
  - Чернохвостая козобородка (Upeneus moluccensis)
  - Upeneus mouthami[4]
  - Upeneus parvus
  - Upeneus pori
  - Upeneus quadrilineatus
  - Upeneus subvittatus
  - Жёлтая козобородка (Upeneus sulphureus)
  - Охровополосая козобородка (Upeneus sundaicus)
  - Полосатоплавниковая козобородка (Upeneus taeniopterus)
  - Чернополосая козобородка (Upeneus tragula)
  - Полосатая козобородка (Upeneus vittatus)
  - Upeneus xanthogrammus